# Ornithidium maldonadoense
Ornithidium maldonadoense är en orkidéart som först beskrevs av John T. Atwood, och fick sitt nu gällande namn av Mario Alberto Blanco och Isidro Ojeda. Ornithidium maldonadoense ingår i släktet Ornithidium och familjen orkidéer. Inga underarter finns listade i Catalogue of Life.